# Kapelle (toponiem)
Het woorddeel kapelle komt voor in verschillende toponiemen. Het verwijst naar een kapel. Plaatsnamen met "kapelle" zijn:

## België

### Vlaanderen
Avekapelle, Eggewaartskapelle, 's Heerwillemskapelle, Kapelle-op-den-Bos, Nieuwkapelle, Oudekapelle, Poelkapelle, Ramskapelle (Knokke-Heist), Ramskapelle (Nieuwpoort), Rollegem-Kapelle, Schuiferskapelle, Sint-Jacobskapelle, Sint-Katharinakapelle, Sint-Pieters-Kapelle (Vlaams-Brabant), Sint-Pieters-Kapelle (West-Vlaanderen), Sint-Ulriks-Kapelle, Slypskapelle, Vivenkapelle

### Wallonië
Hendrik-Kapelle

## Frankrijk
Kapelle (Frankrijk) (Cappelle-la-Grande)
In Noord-Frankrijk eindigen veel plaatsnamen met het toponiem "kappel".

## Nederland
Kapelle (Zeeland), Looperskapelle, Moerkapelle, Oostkapelle, Westkapelle